# Saxo Grammaticus

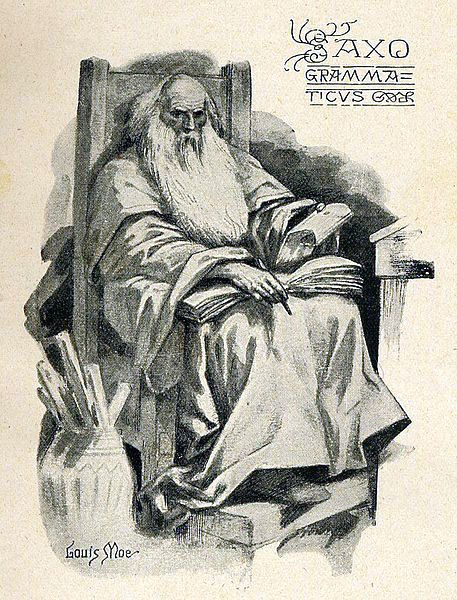
Phantasievolle Darstellung des Saxo Grammaticus, Louis Moe (1857–1945), 1898

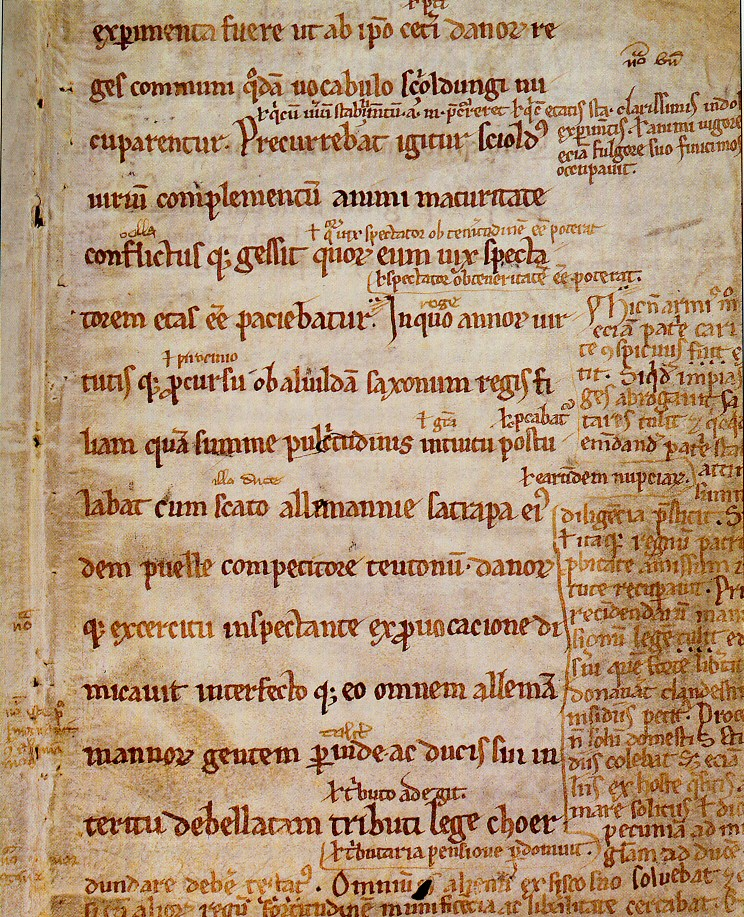
Saxos Originalhandschrift mit eigenhändigen Ergänzungen Dänische Königliche Bibliothek, Kopenhagen

Saxo Grammaticus (* um 1160; † nach 1216) war ein dänischer Geschichtsschreiber und Geistlicher. Wegen seines im Hochmittelalter nicht mehr üblichen geschliffenen, korrekten Lateins erhielt Saxo  den in der Jütland-Chronik aus der Mitte des 14. Jahrhunderts bezeugten Beinamen „Grammaticus“.

## Leben
Saxo entstammte einer Oberschichtsfamilie, die zur Anhängerschaft von Waldemar I. zählte. Er erhielt nach eigenem Zeugnis eine zeittypische militärische Ausbildung. Wahrscheinlich studierte er auch in Nordfrankreich. Er trat in den Dienst des Bischofs Absalon von Lund und begleitete diesen als Schreiber auf den dänischen Kriegsfahrten. Möglicherweise ist er mit dem Saxo identisch, den der etwas ältere Chronist Sven Aggesen, ein Neffe des Erzbischofs von Lund Eskil, seinen contubernalis, Zeltgenossen, nannte.
Ab 1185 verfasste Saxo auf Veranlassung Bischof Absalons die Gesta Danorum, eine 16-bändige Geschichte Dänemarks in lateinischer Sprache. Dabei konnte er die Bibliothek des Erzbistums Lund benutzen. Einen Teil seines Werks verfasste er im Kloster Sorø. Möglicherweise nutzte er dafür die Abschrift der Gesta Hammaburgensis ecclesiae pontificum des Adam von Bremen, die im 16. Jahrhundert im Torhaus des Klosters gefunden wurde. Er beendete sein Werk, wie er im Vorwort mitteilt, 1216 und widmete es Absalons Neffen und Nachfolger als Erzbischof von Lund Anders Sunesen.

## Gesta Danorum
Die Gesta Danorum („Die Taten der Dänen“), auch Historia Danica („Dänische Geschichte“) genannt, ist das wichtigste dänische Geschichtswerk des Mittelalters und zugleich Mittel der nationalen Identifikation. Das Werk ist in einem einzigen Druck vollständig erhalten geblieben (Paris 1514). Darüber hinaus existieren acht Seiten mit eigenhändigen Ergänzungen aus Saxos Originalhandschrift. Der Historiker Anders Sørensen Vedel verfasste 1575 die erste Übersetzung ins Dänische.
Die Gesta Danorum bestehen aus 16 Büchern. Die ersten acht Bücher sind der heidnischen und weitgehend sagenhaften Vorzeit gewidmet. Die letzten acht Bücher behandeln dagegen die christliche Periode. Die Darstellung wird durch die dänischen Könige verbunden. Als ersten König nennt Saxo einen sagenhaften König Dan. Die Darstellung endet mit dem Jahr 1185 und der Unterwerfung des Wendenfürsten Bogislaw unter Knut VI.
Die ältere Forschung ging lange Zeit davon aus, dass Saxo zumindest in den ersten neun Büchern seines Werkes hauptsächlich auf Sagenhaftes aus den altnordischen Heldensagen und Heldengesängen zurückgegriffen habe: Wiederholt kommen Gottheiten vor, besonders Odin, so dass die Gesta Danorum in erster Linie als eine Ergänzung der Edda gesehen wurden. In jüngerer Zeit neigt man jedoch zunehmend der Auffassung zu, dass Saxo spätestens ab dem dritten Buch tatsächliche Historie wiedergibt, wenngleich nicht immer untendenziös und nicht ohne ihm unverständliche Entwicklungen durch das Eingreifen der Götter zu „erklären“.
William Shakespeare schöpfte aus der in den Gesta Danorum berichteten Sage von Amletus, als er die Tragödie Hamlet konzipierte, möglicherweise ohne es zu wissen, weil ihm der Stoff durch Vorläuferstücke von Thomas Kyd und François de Belleforest bekannt war. Tatsächlich war der Stoff zu seiner Zeit nicht unbekannt, so dass Shakespeare möglicherweise auch eine Abschrift der Gesta Danorum gekannt hat. Die Gesta Danorum enthalten zudem eine frühe Form der Sage vom Apfelschuss, die in die Sage von Wilhelm Tell und später in deren Gestaltung durch Friedrich Schiller einfloss.

## Werkausgaben
- Gesta Danorum. Danmarkshistorien. Saxo Grammaticus. 2 Bände, hrsg. von Karsten Friis-Jensen, bearb. von Peter Zeeberg, Kopenhagen 2005, ISBN 978-87-12-04025-5.
- Gesta Danorum. Mythen und Legenden des berühmten mittelalterlichen Geschichtsschreibers Saxo Grammaticus, hrsg. von Hans-Jürgen Hube, Wiesbaden 2004, 3. Aufl. 2013, ISBN 3-937715-41-X.
- La Geste des Danois (livres I–IX), übers. von J.-P. Troadec, Paris 1995.
- Danica Historia libris XVI, Frankfurt am Main 1576 (Bibliothek der Hermann-Tast-Schule Husum)